# Cronut

Cronut em seção transversal

O Cronut é uma massa de nozes de croissant com marca registrada. Assemelha-se a um donut e é feito de massa tipo croissant que é recheada com creme aromatizado e frita em óleo de semente de uva.
O Cronut em sua forma atual foi criado em 2013 pelo confeiteiro francês Dominique Ansel.

## Origem

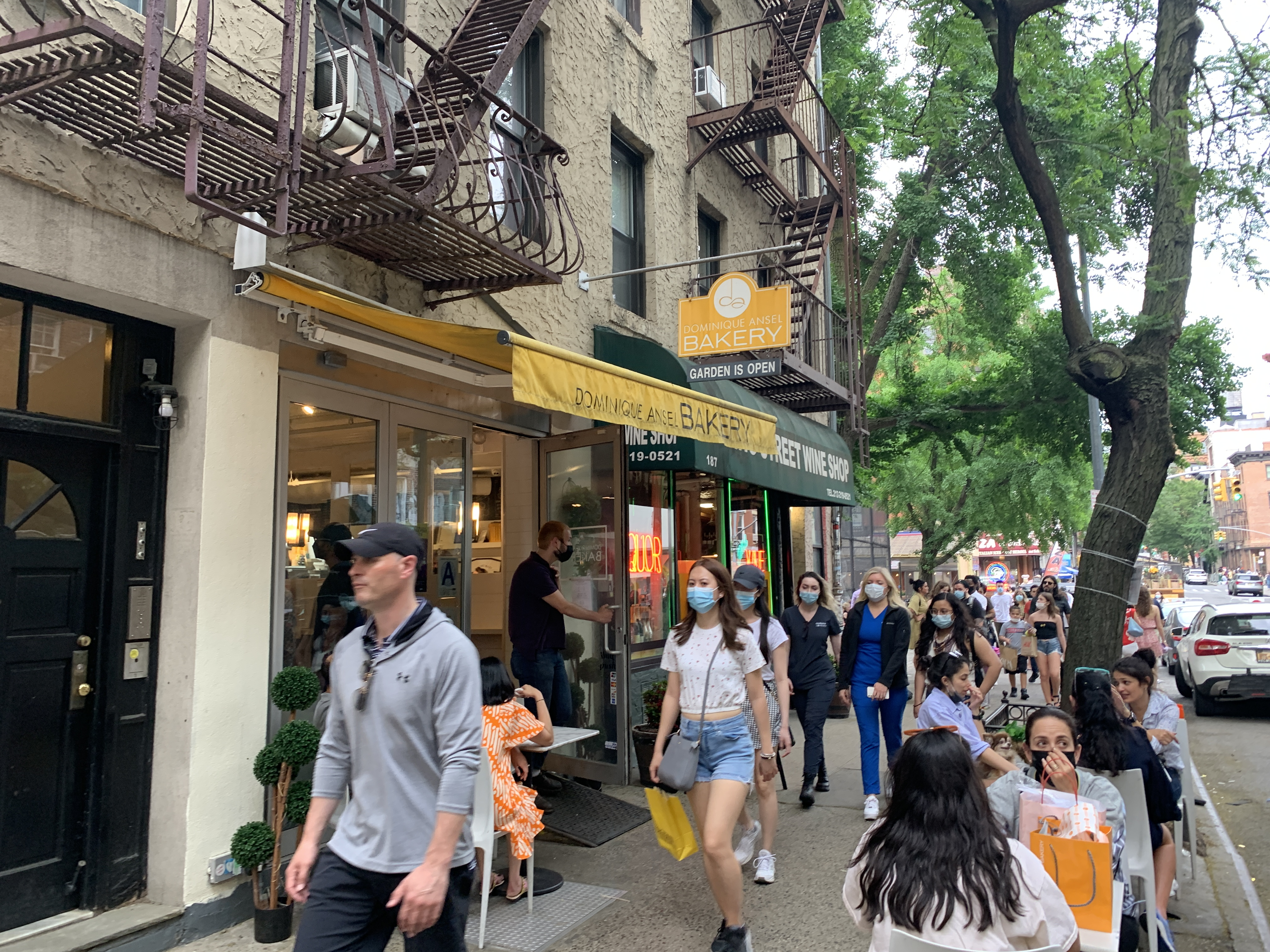
Padaria Dominique Ansel

Em 2013, o dono da padaria, Dominique Ansel, criou o doce com massa semelhante à de um croissant (uma massa com a qual ele estava mais familiarizado) com creme aromatizado por dentro.

O Cronut foi introduzido em 10 de maio de 2013, na padaria de Ansel, Dominique Ansel Bakery, no bairro do SoHo, em Nova York. Na mesma noite, um blogueiro do Grub Street, o blog de restaurantes online da revista New York, noticiou a nova pastelaria. A postagem resultou em muito interesse e circulação online e, no terceiro dia, uma fila de mais de 100 pessoas se formou do lado de fora da loja para comprá-lo.
No prazo de nove dias após a introdução da massa no cardápio da padaria, Ansel registrou uma marca registrada para o nome "Cronut" no Escritório de Patentes e Marcas Registradas dos Estados Unidos, que foi aprovado.

## Produtos Semelhantes
Após o lançamento do Cronut, produtos semelhantes surgiram em todo o mundo, incluindo alguns com nomes diferentes, como Kelownut, Doughssant, Crullant, zonut, e outros.

## Recepção
Escrevendo para o Village Voice em maio de 2013, Tejal Rao proclamou o Cronut a "obra-prima" de Ansel. A revista Time nomeou o Cronut como uma das melhores invenções "extremamente divertidas" de 2013.